# Tam Đại
Tam Đại là một xã thuộc huyện Phú Ninh, tỉnh Quảng Nam, Việt Nam.
Xã Tam Đại có diện tích 27,61 km², dân số năm 2019 là 5.688 người, mật độ dân số đạt 206 người/km².

## Địa lý
Tam Đại nằm ở phía Đông của huyện Phú Ninh, có vị trí địa lý:
- Phía Bắc giáp với xã Tam Thái
- Phía Đông giáp với xã Tam Xuân I, Tam Xuân II
- Phía Tây giáp với xã Tam Dân
- Phía Nam giáp với Hồ Phú Ninh, xã Tam Lãnh, xã Tam Sơn

## Hành chính
Xã Tam Đại được chia thành 3 thôn: Long Khánh, Đại An, Trung Đàn.